# Dplus KIA
Dplus, actuellement connu sous le nom de Dplus KIA (Coréen: 디플러스 기아) pour des raisons de sponsoring, et précédemment connu sous les noms de DWG KIA et de DAMWON Gaming (abrégé DWG; coréen: 담원 게이밍), est une organisation esport coréenne. Leur équipe de League of Legends joue en LCK, la plus haute ligue en Corée du Sud.

## Identité

### Logos

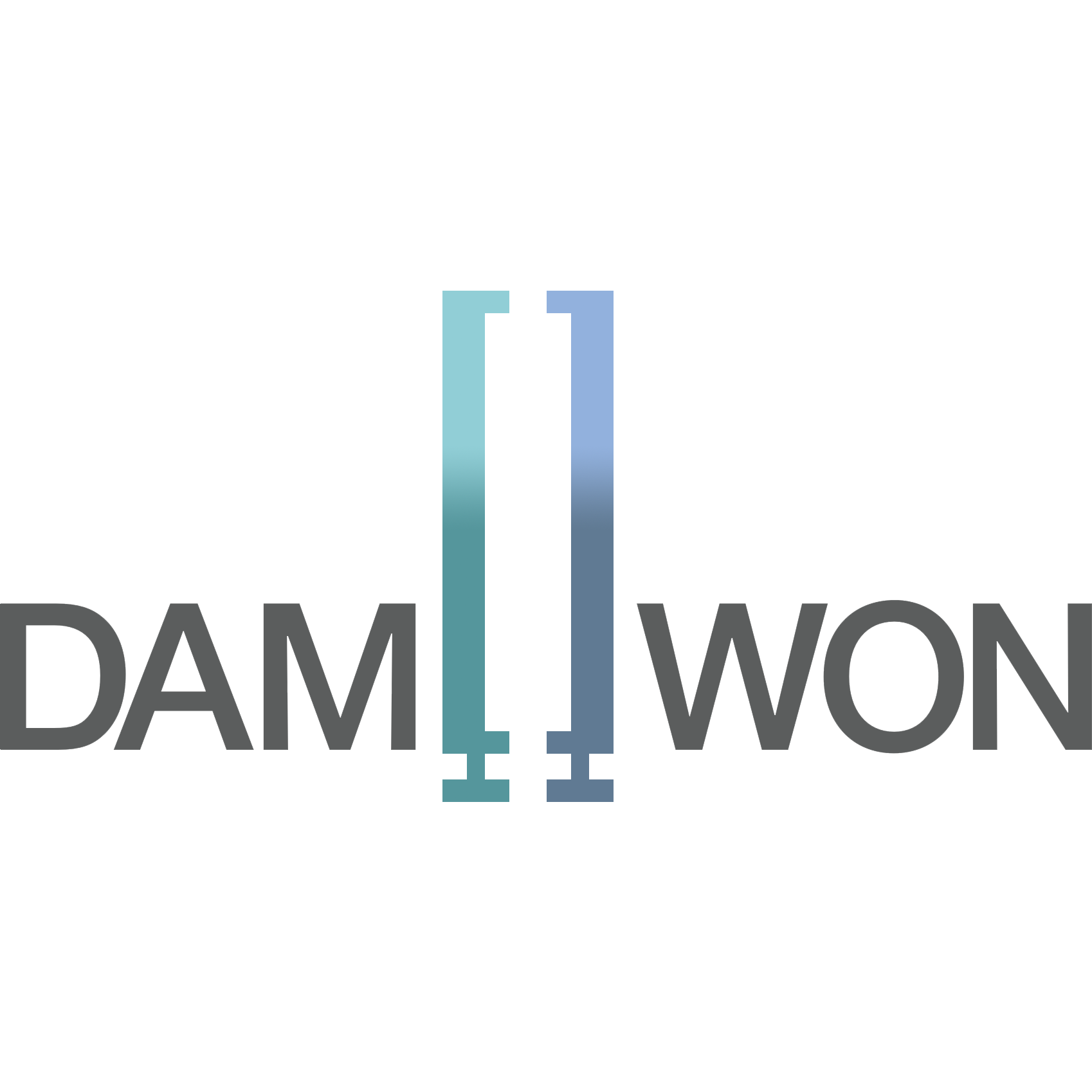
Logo de 2017 à 2020
Logo de 2020 à 2022
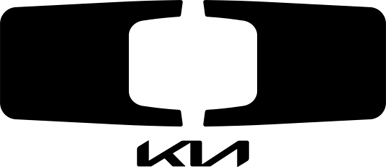
Logo depuis 2022

## Histoire

### League of Legends
Dplus a gagné son premier titre de LCK en septembre 2020 après avoir battu DRX lors de la finale 2020 de la LCK. L'équipe récidivera en gagnant le segment de printemps puis d'été 2021, s'offrant ainsi ses 3 titres de LCK à la suite. Dplus remporte le championnat du monde de 2020 le 31 octobre 2020 en battant l'équipe chinoise Sunning en grande finale. Dplus KIA retournera en finale du Championnat du monde de 2021 mais la perdra 2:3 contre l'équipe chinoise de EDG.

#### Effectif
| Nat. | Pseudo    | Nom             | Rôle     | Date d'entrée     |
| ---- | --------- | --------------- | -------- | ----------------- |
|      | Siwoo     | Jeon Si-woo     | Top      | 19 novembre 2024  |
|      | Lucid     | Choi Yong-hyeok | Jungle   | 23 novembre 2023  |
|      | ShowMaker | Heo Su          | Mid      | 1er décembre 2021 |
|      | Aiming    | Kim Ha-ram      | AD Carry | 23 novembre 2023  |
|      | BeryL     | Cho Geon-hee    | Support  | 19 novembre 2024  |

|  | Bengi | Bae Seong-woong | Head Coach | 13 novembre 2024 |

## Palmarès
- Vainqueur du championnat du monde de League of Legends 2020
- Trois fois vainqueur de la League of Legends Champions Korea (LCK) : été 2020, printemps 2021 et été 2021.